# Завалинка

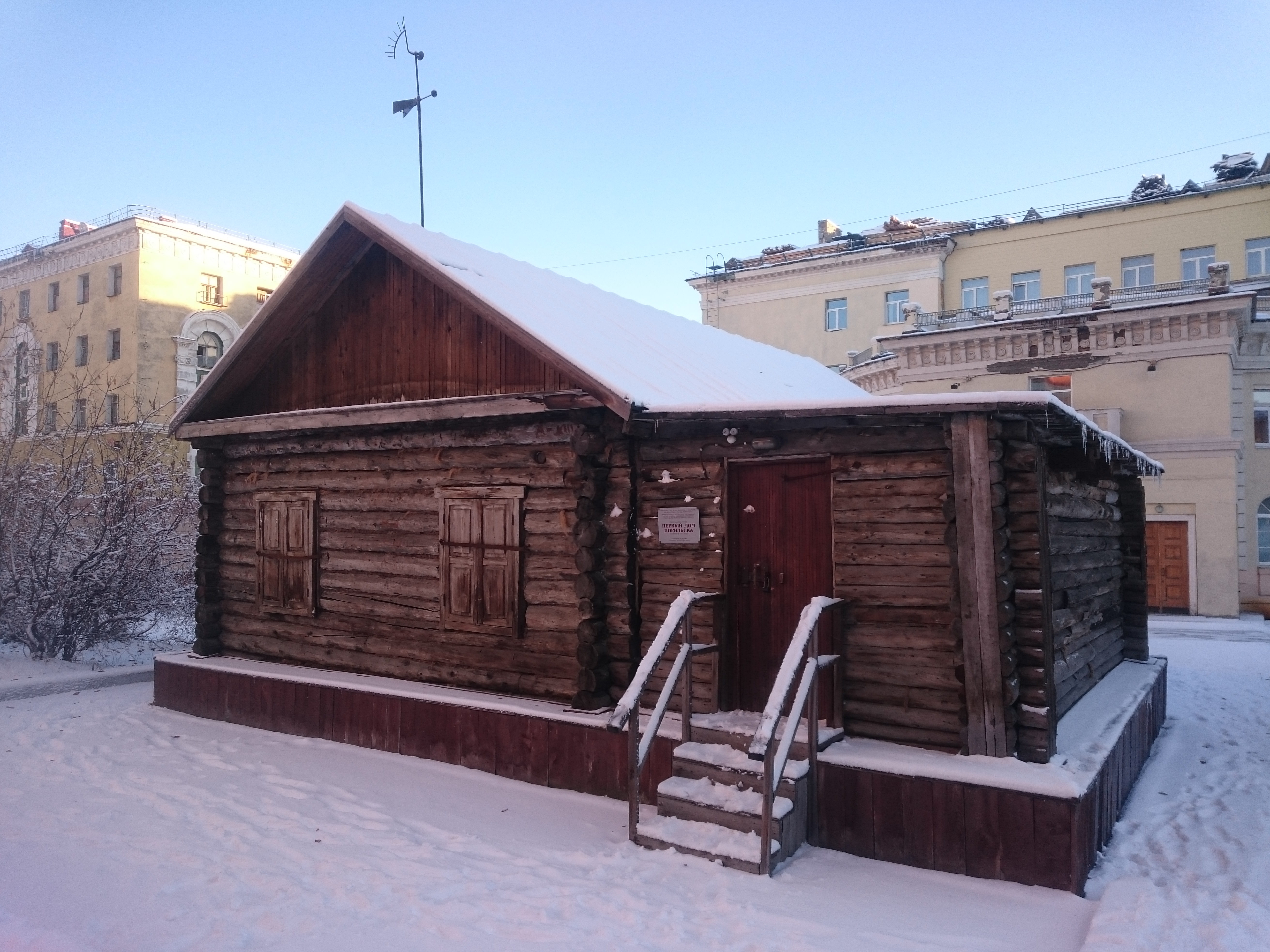
Первый дом Норильска с завалинкой.

Зава́линка (синоним призба — при избе, укр. призьба, бел. прызба) — сооружение-насыпь вдоль наружных стен в основании по периметру деревянного дома (бани), служит для предохранения постройки от промерзания зимой. Завалинка может быть просто земляной насыпью вдоль стен. В более продвинутом варианте устраивается из досок, тёса (которые для красоты иногда даже белятся известью) или жердей, установленных на расстоянии 30—50 см от стен дома; в образованное пространство засыпают (заваливают) опилки, солому, кострику, шлак, торф, землю (дёрн). Высота завалинки — до второго венца (ряда брёвен). Деревянный настил поверх завалинки защищает засыпку от проникновения влаги и превращает завалинку в длинную и широкую лавку (скамейку), на которой удобно отдыхать домочадцам.
В старые времена изба или рубленный из брёвен дом могли быть построены на любом грунте и даже без фундамента. Под углы подводились дубовые колоды, большие камни или пни, на которых и стоял сруб. Летом под избой гулял ветер, просушивая снизу доски так называемого «чёрного» пола. К зиме дом обсыпали землёй или устраивали из дёрна завалинку. Весной завалинка, или обваловка, в некоторых местах раскапывалась для создания вентиляции. Неправильное устройство завалинки могло приводить к перекосу дома и (или) к загниванию нижних венцов. Современный бревенчатый дом обваловывать или обустраивать завалинкой не следует. Вместо этого его ставят на столбчатый или ленточный фундамент и устраивают забирку и отмостку.
В настоящее время завалинкой часто называют просто лавку (скамейку), стоящую у стены дома.